# Adriana Ausch
Adriana Ausch (n. 10 mai 1954, Târgu Mureș, România), este arhitect, muzician și cântăreață de muzică folk, participantă la Cenaclul Flacăra.

## Biografie
Adriana (sau Adița) s-a născut în 1954 în Târgu Mureș, părinții fiind Letiția și Alexandru Ausch, având un frate cu doi ani mai mare, Monel. A fost elevă la liceul Unirea din orașul natal iar după bacalaureat a frecventat cursurile secției de arhitectură a Institutului Politehnic din Cluj.
De mică i-a plăcut să cânte și după cum îi spunea în glumă mama sa, a cântat înainte să începă să vorbească. La șase ani a început să ia lecții de pian iar mai târziu când fratele ei a primit în dar o chitară, a început să învețe singură acordurile. La toate întrunirile cu prietenii sau în deplasare cu echipe de volei, chitara o însoțea și umplea timpul liber cântându-le. Adevărata afirmare a venit în clasa a XI-a când a fost invitată la o emisiune de tineret a lui Titi Acs (probabil emisiunea Bună seara, fete! Bună seara, băieți!).
Perioada de liceu a fost marcată din punct de vedere muzical de organizarea împreună cu colegii a unor spectacole de divertisment incluzând muzică, dans și poezie, care se jucau în liceul Unirea unde era elevă. A perpetuat aceste idei și în timpul studenției la Facultatea de Arhitectură din Cluj, unde a colaborat la organizarea Cenaclului Gaudeamus. Era perioada de pionierat al folkiștilor Mircea Florian, Dan Chebac și Mircea Vintilă. A participat apoi la Cenaclul Flacăra pe o perioadă de un an și jumătate dar niciodată nu a avut tendința să devină vedetă. Când s-a ținut la Cluj Cenaclul Flacăra, Radu Stanca care venise de la revista Flacăra, auzind-o, a luat-o la București, partea a doua a studiului la arhitectură făcându-l acolo. Colegă cu Alexandru Andrieș și fiind buni prieteni, au avut o colaborare fructuoasă pe linie muzicală.
În 1988 a plecat din România împreună cu cele două fete ale sale, în Israel. După cinci luni s-au mutat în Germania. Aici a lucrat în domeniul studiat, ca arhitect, dar și-a rezervat timp și să cânte. Astfel în 1992 a făcut înregistrările a 16 cântece ale sale și a lansat discul Calul albastru în colaborare cu o echipă printre care Uli Hoffman, Dan Nicuță, Alexandru Andrieș și Martin Metten. După șase ani au plecat în statele Unite, stabilindu-se în final la Boston. Aici după completarea unor studii a devenit profesoară la Conservator în domeniul ei preferat, muzica și ritmica după o metodă de educație muzicală numită Eurhythmics.

## Discografie
- 1992 – Calul albastru Adriana Ausch[1][2][3]

## Creații muzicale
- Învață – text din lirica norvegiană, muzica de Adriana Ausch
- Mistrețul cu colți de argint - (versuri Ștefan Augustin Doinaș, muzica Adriana Ausch)[4]
- O, rămâi - (versuri de Mihai Eminescu)
- Rugăciune - (versuri de Eugen Jebeleanu
- Requiem pentru Cezane
- Cîntec de leagăn – versurile și muzica de Adriana Ausch
- Sărăcă inima mea
- Poate mâine (One Too Many Mornings) – muzica Bob Dylan, versuri Alexandru Andrieș, interpretează Adriana Ausch[5]